# Trichodiadema littlewoodii
Trichodiadema littlewoodii är en isörtsväxtart som beskrevs av L. Bol. Trichodiadema littlewoodii ingår i släktet Trichodiadema och familjen isörtsväxter. Inga underarter finns listade i Catalogue of Life.